# Eciton mexicanum
Eciton mexicanum — вид мурашок підродини Dorylinae. Це кочівні мурашки, які не будують мурашників.

## Поширення
Вид поширений в Центральній та Південній Америці від Мексики до Північної Аргентини. Трапляється у сухих та вологих лісах.